# Lhok Sandeng
Lhok Sandeng is een bestuurslaag in het regentschap Pidie Jaya van de provincie Atjeh, Indonesië. Lhok Sandeng telt 134 inwoners (volkstelling 2010).